# Хьюстон, Хизер
Хи́зер Е. Хью́стон (англ. Heather E. Houston; род. 1959, Red Rock, Онтарио) — канадская кёрлингистка, чемпионка мира 1989 года, двукратная чемпионка Канады (1988, 1989).
Играла на позиции четвёртого, была скипом команды.
В 1994 году введена в Зал славы канадского кёрлинга вместе с остальными игроками своей команды, чемпионками мира 1989 года.

## Достижения
- Чемпионат мира по кёрлингу среди женщин: золото (1989), серебро (1988).
- Чемпионат Канады по кёрлингу среди женщин: золото (1988, 1989), бронза (1990, 1991).

## Команды
| Сезон   | Четвёртый     | Третий       | Второй            | Первый         | Запасной                             | Турниры           |
| ------- | ------------- | ------------ | ----------------- | -------------- | ------------------------------------ | ----------------- |
| 1987—88 | Хизер Хьюстон | Лоррейн Лэнг | Диана Адамс       | Трейси Кеннеди | Глория Тейлор (ЧК)                   | ЧК 1988 · ЧМ 1988 |
| 1988—89 | Хизер Хьюстон | Лоррейн Лэнг | Диана Адамс       | Трейси Кеннеди | Глория Тейлор                        | ЧК 1989 · ЧМ 1989 |
| 1989—90 | Хизер Хьюстон | Лоррейн Лэнг | Диана Адамс       | Трейси Кеннеди | Глория Тейлор                        | ЧК 1990           |
| 1990—91 | Хизер Хьюстон | Лоррейн Лэнг | Диана Адамс       | Diane Pushkar  | Mary Susan Bell                      | ЧК 1991           |
| 2006—07 | Криста Шарф   | Tara George  | Tiffany Stubbings | Лоррейн Лэнг   | Хизер Хьюстон тренер: Том Коултерман | ЧК 2007 (6 место) |

(скипы выделены полужирным шрифтом)